# Josephsburg (München)

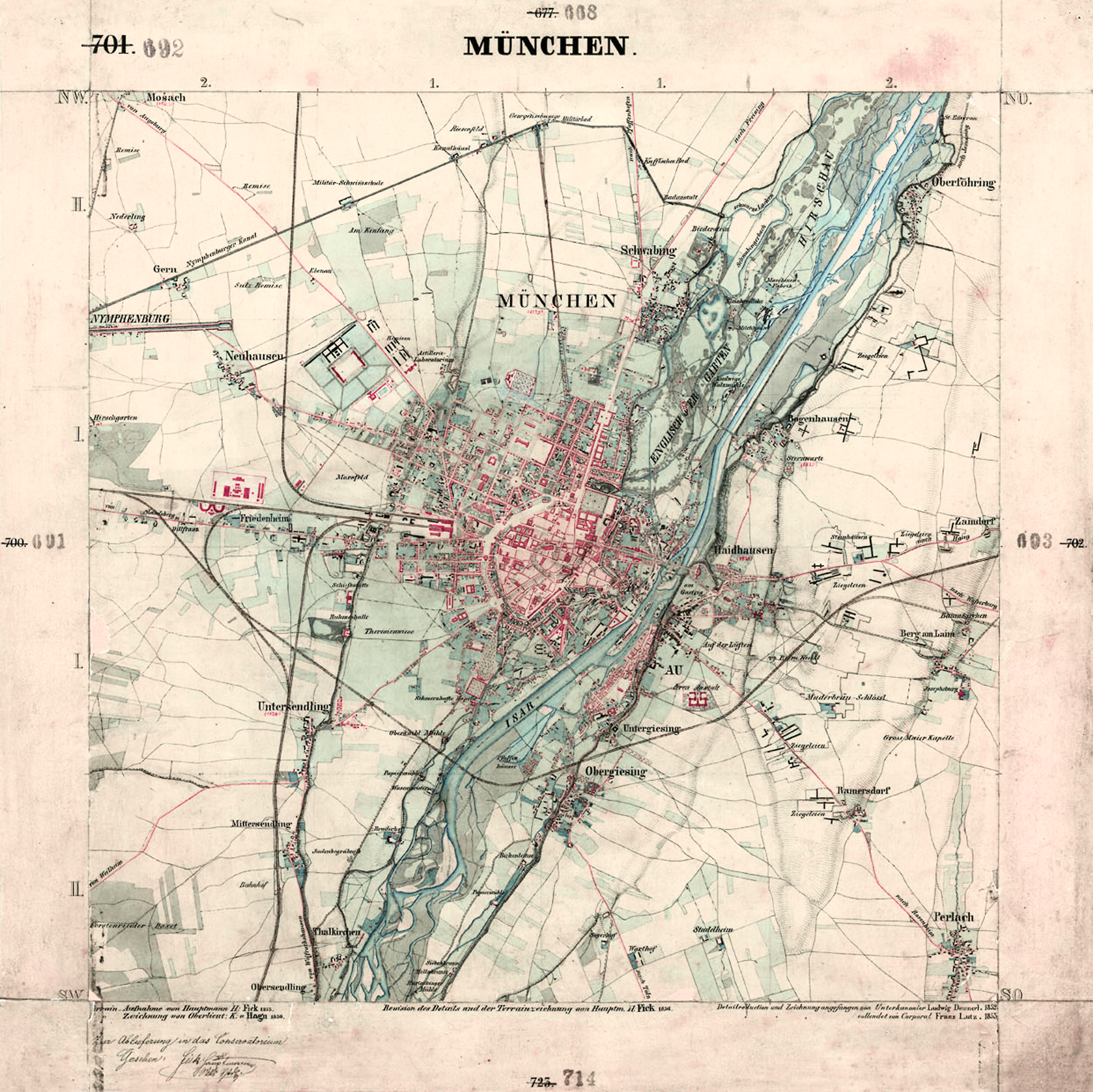
Urpositionsblatt aus dem Jahr 1856, siehe Josephsburg am östlichen Bildrand

Josephsburg ist ein Ortsteil der bayerischen Landeshauptstadt München im Stadtbezirk Berg am Laim. In ihm leben 18.139 Menschen (Stand 2019). Namensgebend ist eine hier befindliche befestigte Residenz von Kurfürst Joseph Clemens von Köln.

## Geschichte

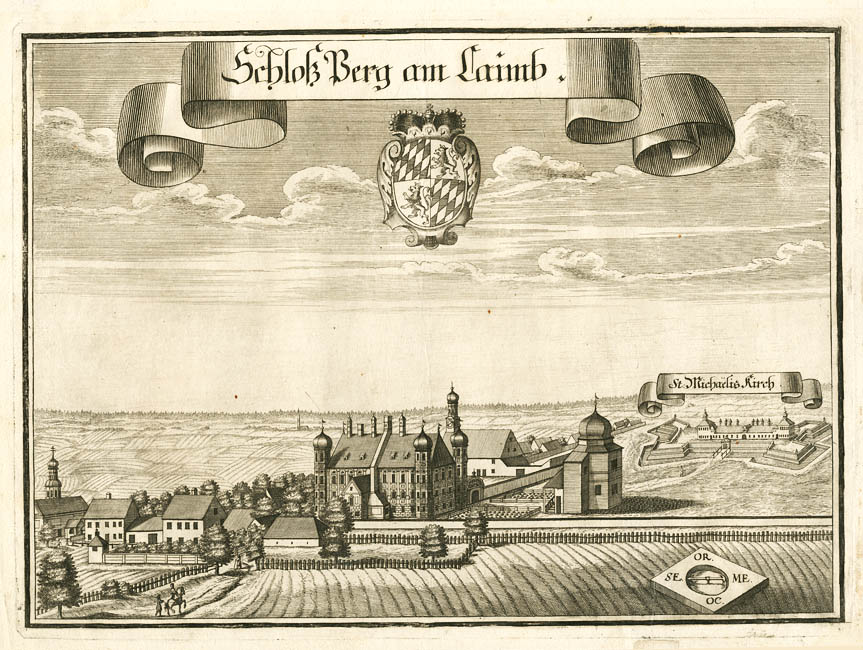
„Schloß Perg am Laimb“ und rechts im Hintergrund die Josephsburg im 18. Jahrhundert (Stich von Michael Wening)

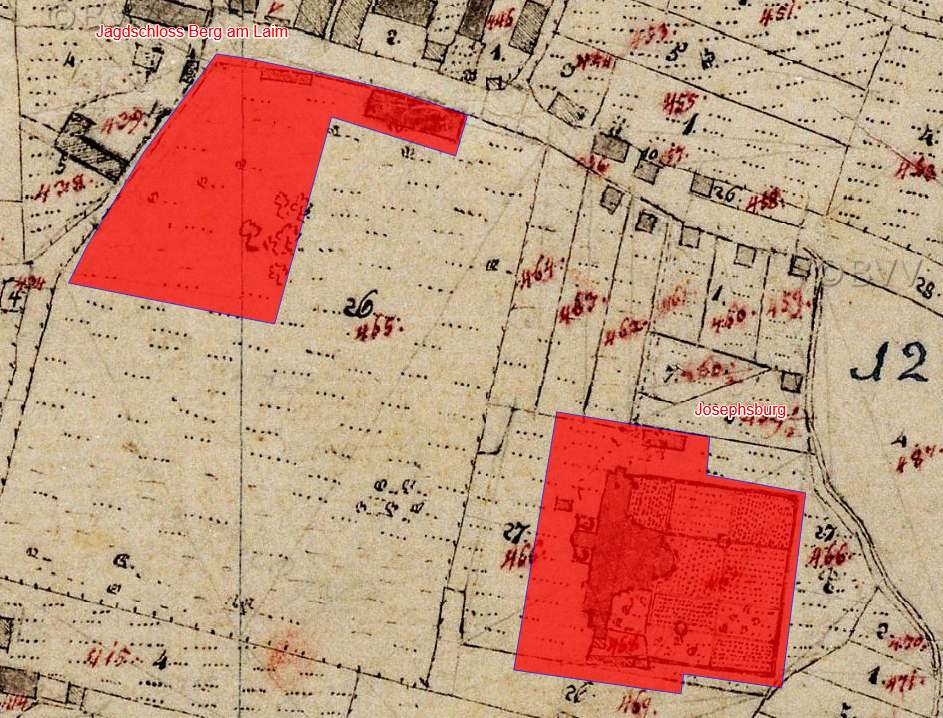
Lageplan von Jagdschloss Berg am Laim und der Josephsburg auf dem Urkataster von Bayern

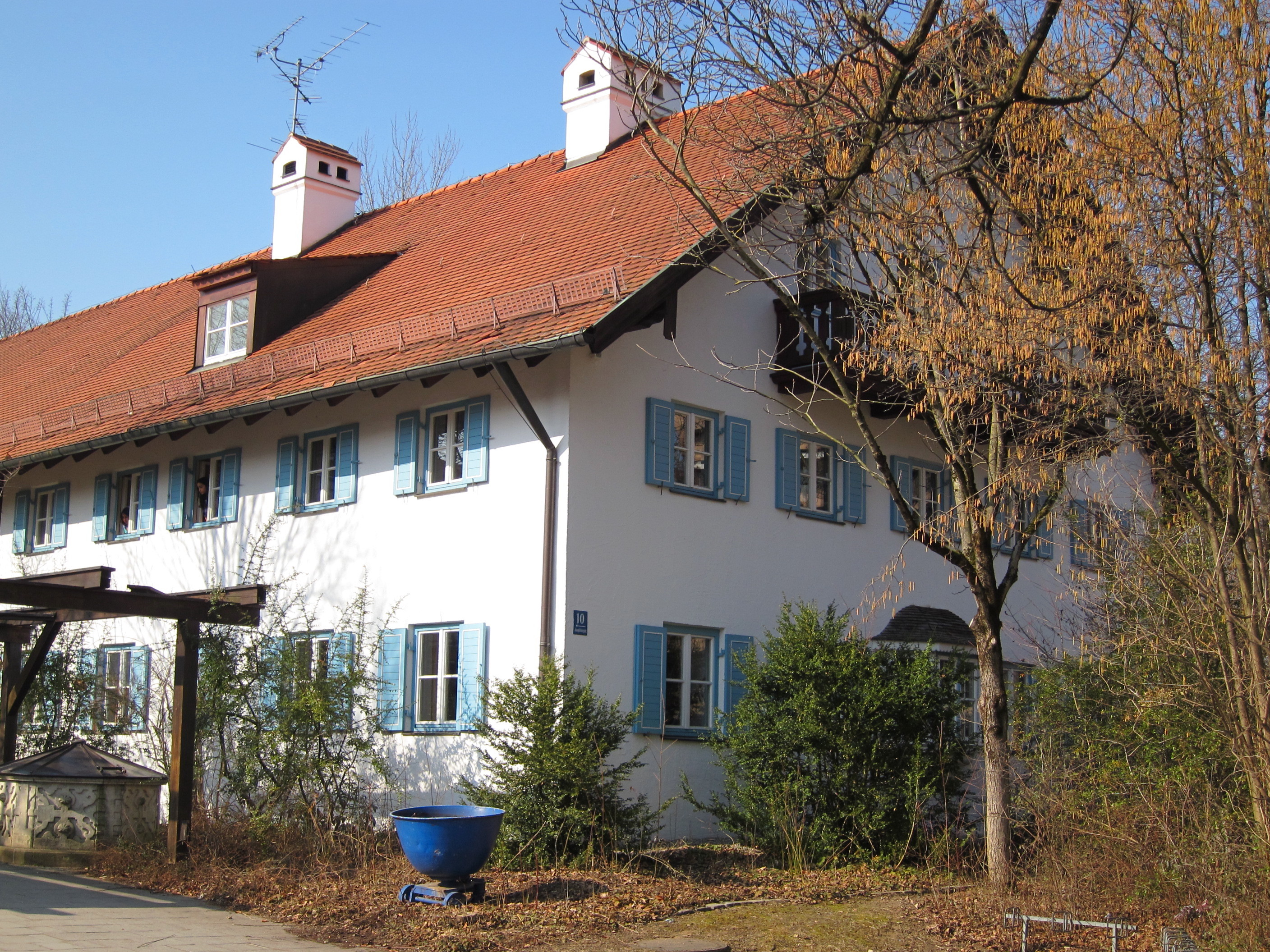
Ehemaliges Bauernhaus in der Josephsburgstraße 10

Der Ort entstand 1693 durch Kurfürst Joseph Clemens von Köln, Bruder von Kurfürst Max Emanuel von Bayern.  Joseph Clemens ließ hier durch Enrico Zuccalli eine befestigte Residenz erbauen und richtete darin eine dem Erzengel Michael geweihte Kapelle ein. Die freisingische Hofmark Berg am Laim war dadurch in seinen Besitz gelangt, dass er auch Fürstbischof von Freising war. 1701 erfolgt die Benennung der Ortschaft nach ihrem Erbauer, Josephsburg. Das abgegangene Schloss Josephsburg wird als Bodendenkmal unter der Aktennummer D-1-7835-0520 im Bayernatlas als „untertägige frühneuzeitliche Befunde im Bereich der Kath. Pfarrkirche St. Michael von Berg am Laim und der ehem. Josephsburg“ geführt. 
Die geistliche Hofmark Berg am Laim wurde 1803 zugunsten Bayerns säkularisiert. Mit dem bayerischen Gemeindeedikt wurde Berg am Laim 1818 zur selbständigen Gemeinde erhoben und Josephsburg wurde Teil dieser Gemeinde.
Am 1. Juli 1913 wurde Josephsburg als Teil der Gemeinde Berg am Laim nach München eingemeindet.
In Berg am Laim erinnert die Josephburgstraße an den ehemaligen Weiler.

## Baudenkmäler
- Liste der Baudenkmäler in Berg am Laim (siehe unter Josephsburgstraße)